# پاکراتس
پاکراتس (به کرواتی: Pakrac) شهری در شهرستان پوژگا-اسلاونیا کشور کرواسی است که جمعیت آن در سال ۲۰۱۱ میلادی ۸٬۲۷۱ نفر بوده‌است.